# Tico-tico-boliviano
Tico-tico-boliviano  (Atlapetes rufinucha) é uma espécie de ave da família Emberizidae.
Pode ser encontrada nos seguintes países: Bolívia e Peru.
Os seus habitats naturais são: regiões subtropicais ou tropicais húmidas de alta altitude e florestas secundárias altamente degradadas.